# Микадзе, Вениамин Михайлович
Вениамин Михайлович Микадзе (1906 год, село Букнари, Гурийский уезд, Кутаисская губерния, Российская империя — 1973 год, Батуми, Грузинская ССР) — главный агроном Салибаурского совхоза имени Сталина Министерства сельского хозяйства СССР, Батумский район, Аджарская АССР, Грузинская ССР. Герой Социалистического Труда (1951).

## Биография
Родился в 1906 году в крестьянской семье в селе Букнари Гурийского уезда. После окончания в 1928 году сельскохозяйственного техникума трудился агротехником в Очхамури Кобулетского района. В 1935 году окончил Тифлисский сельскохозяйственный институт и продолжил трудиться на прежней работе. С 1939 года — агроном Очхамурского совхоза имени Сталина и с 1941 года — агроном Салибурского совхоза имени Сталина. В послевоенные годы возглавлял отделение Салибурского совхоза. По итогам работы в 1948 году был награждён Орденом Ленина.
В 1950 году рабочие отделения под его руководством собрали в среднем с каждого гектара по 5581 килограмма чайного листа на площади 34,3 гектаров. Указом Президиума Верховного Совета СССР от 1 сентября 1951 года удостоен звания Героя Социалистического Труда за «получение в 1950 году высоких урожаев сортового зелёного чайного листа» с вручением ордена Ленина и золотой медали «Серп и Молот» (№ 6136).
Этим же указом званием Героя Социалистического Труда были награждены труженики Салибаурского совхоза главный агроном Александр Сиоевич Квачадзе, бригадир Владимир Евсеевич Квачадзе и рабочая Елена Вагановна Камбурьян.
С 1962 года — агроном в селе Эрге Батумского района.
После выхода на пенсию проживал в Батуми. С 1968 года — персональный пенсионер союзного значения. Умер в 1973 году.
Награды
- Герой Социалистического Труда
- Орден Ленина — дважды (05.07.1949; 1951)